# Maksymilian Warzywoda
Maksymilian Warzywoda (29 de abril de 1998) é um voleibolista profissional polonês, jogador posição levantador. 

## Títulos
Clubes
Campeonato Polonês Sub-19:
- 2013[2]